# Olga Gorbunova
Olga Konstantinovna Belova-Gorbunova (em russo:  Ольга Константиновна Белова-Горбунова; Zlatoust, 27 de agosto de 1993) é uma jogadora de polo aquático russa, medalhista olímpica.

## Carreira
Gorbunova fez parte da equipe que conquistou a medalha de bronze pela Rússia nos Jogos do Rio de Janeiro, em 2016.